# Grünlilie
Chlorophytum comosum ist eine Pflanzenart in der Familie der Spargelgewächse (Asparagaceae). Sie ist in Afrika beheimatet und ist im deutschen Sprachraum vor allem als Grünlilie bekannt.

## Beschreibung
Die Grünlilie (Chlorophytum comosum) wächst als horstbildende, ausdauernde krautige Pflanze und erreicht Wuchshöhen bis zu 60 cm. Die fleischigen, sukkulenten Wurzeln sind bis zu 1 cm dick und an beiden Enden verjüngt. Die in Rosetten stehenden Laubblätter sind 20 bis 45 cm lang und 6 bis 25 mm breit. Die Laubblätter sind bei der Wildform grün und können, je nach Kultursorte, vollständig grün sein oder grün-weiße bis grün-gelbe Streifen aufweisen.
Die ausgebreiteten bis liegenden und später hängenden, verzweigten Blütenstände werden bis zu 1 m lang. An ihren Enden befindet sich ein Ableger, der durch sein Gewicht den Blütenstand nach unten biegt und dann bewurzelt. Die Blüten wachsen in achsenständigen Bündeln mit bis zu sechs Einzelblüten, von denen sich die meisten nicht vollständig entwickeln. Oft sind sie durch vegetative Ableger ersetzt. Die unteren Tragblätter sind bei einer Länge von 5 bis 8 cm pfriemförmig und die oberen sind eiförmig-zugespitzt. Die aufsteigenden Blütenstiele sind 4 bis 8 mm lang. Die zwittrigen Blüten sind radiärsymmetrisch und dreizählig. Die sechs freien Blütenhüllblätter sind grün oder weiß, 6 bis 9 mm lang und dreinervig. Es sind zwei Kreise mit je drei Staubblättern mit 3 bis 5 mm langen Staubfäden und etwa 3,5 mm langen Staubbeuteln vorhanden. Der Griffel ist 3 bis 8 mm lang.
Die 10 bis 12 mm lang gestielte Kapselfrucht besitzt eine Länge von 4 bis 10 mm. In Kultur eher selten, platzen die kleinen Kapselfrüchte auf und geben meistens drei schwarze, etwa 2,5 mm große Samen frei.
Die Chromosomenzahl beträgt 2n = 28.

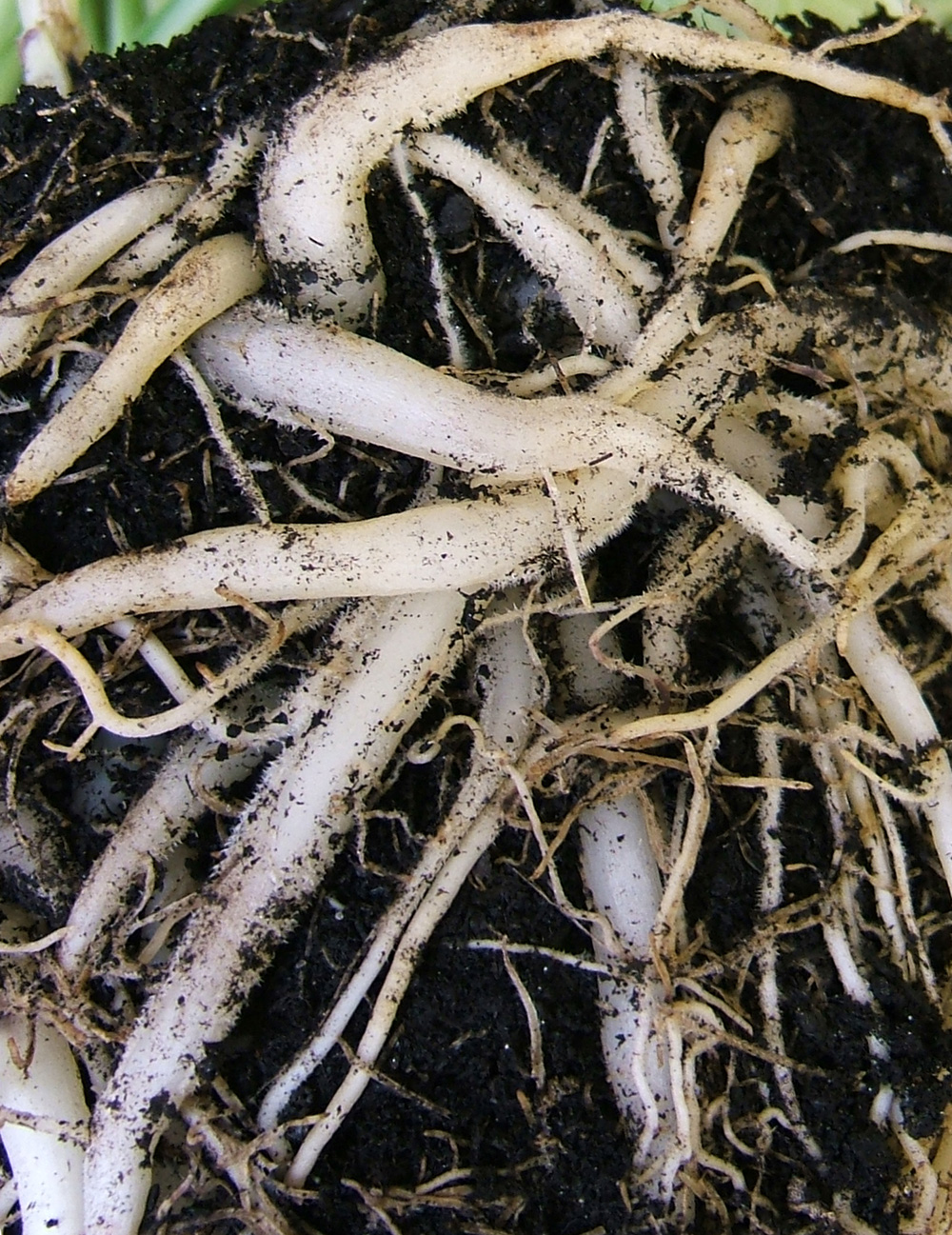
Wurzeln
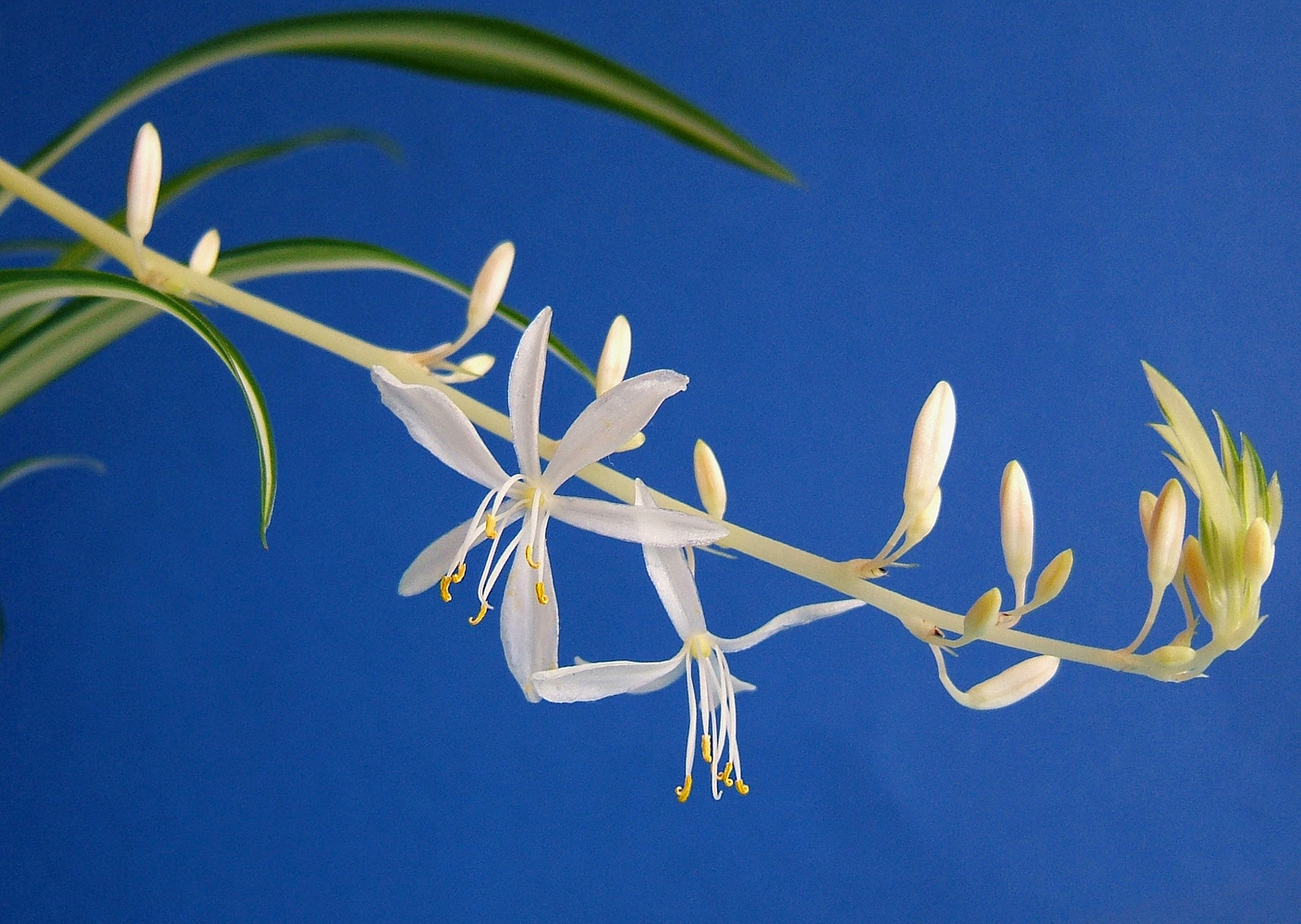
Blütenstand
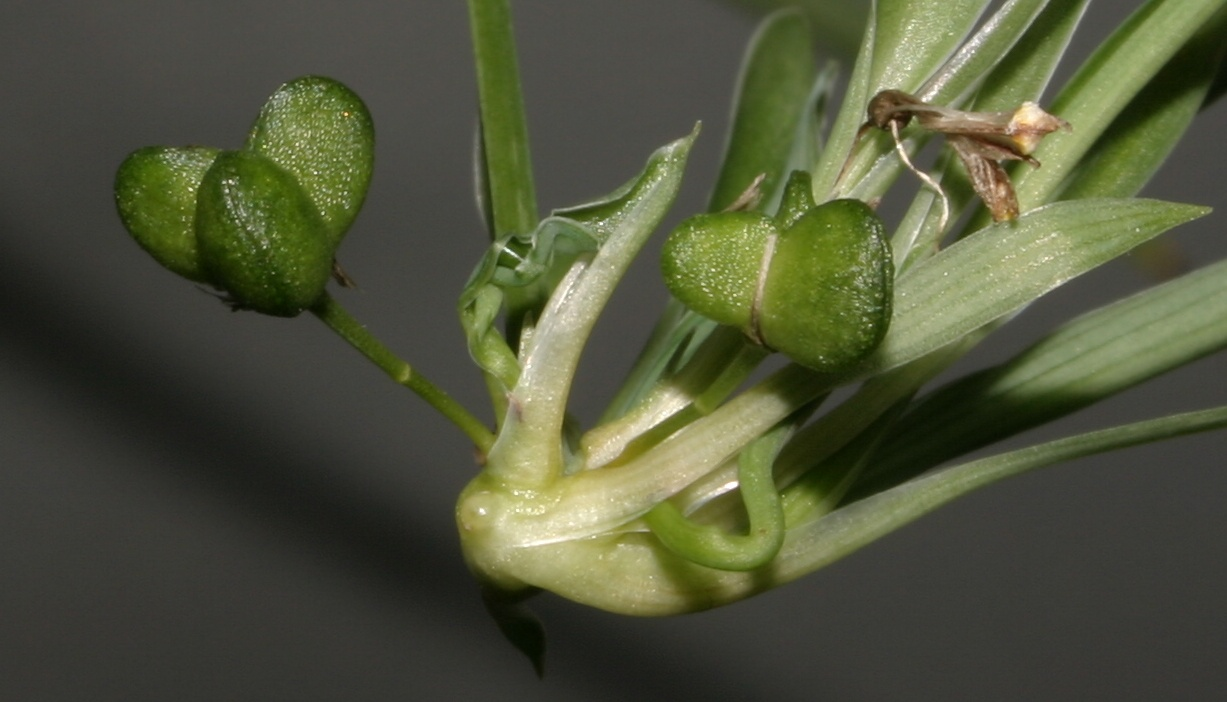
Kapselfrüchte
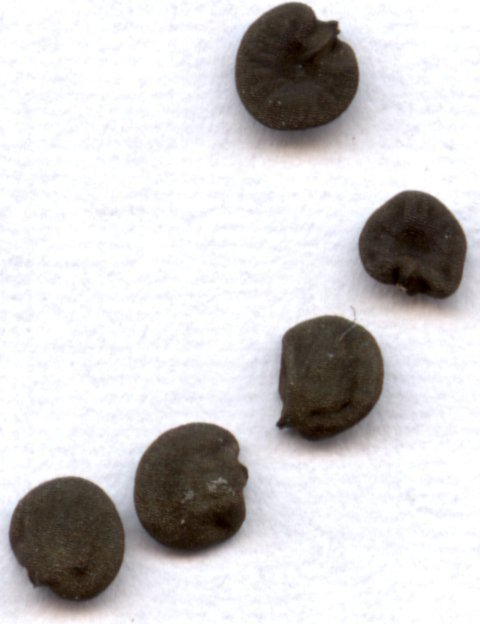
Samen
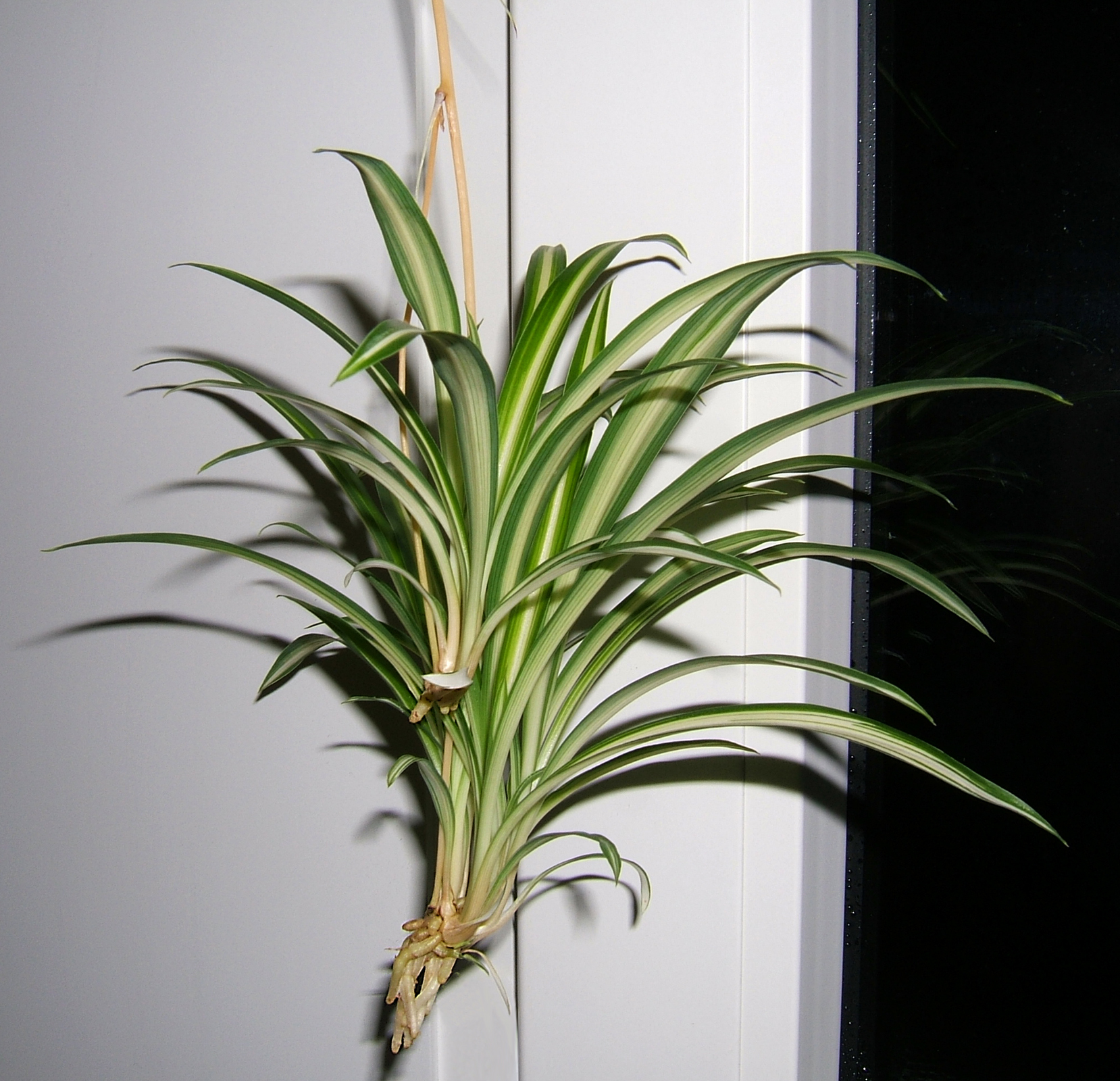
Kindel mit ersten Wurzeln

## Verbreitung und Habitat
Die Grünlilie kommt sowohl im Osten Afrikas vor, von Äthiopien bis Südafrika (Sudan, Äthiopien, Kenia, Tansania, Uganda, Malawi, Mosambik, Sambia, Simbabwe, Südafrika), als auch im Westen (Sierra Leone, Liberia, Elfenbeinküste, Burkina Faso, Nigeria, Kamerun, Äquatorialguinea). In Australien und in den südöstlichen USA ist sie verwildert. In Südafrika wächst sie im Unterholz von bewaldeten Flusstälern, Gebüsch und bergigen Regionen. Am Kilimandscharo kommt sie bis zu einer Höhe von fast 2500 m vor.

## Systematik
Die Erstbeschreibung als Anthericum comosum durch Carl Peter Thunberg wurde 1794 veröffentlicht. Henri Antoine Jacques stellte die Art 1862 in die Gattung Chlorophytum. Nomenklatorische Synonyme sind Phalangium comosum (Thunb.) Poir. (1804), Caesia comosa (Thunb.) Spreng. (1825), Hartwegia comosa (Thunb.) Nees (1831) und Hollia comosa (Thunb.) Heynh. (1846).

## Forschungsgeschichte
1827 ließ Fürst Carl August für den Botanischen Garten zu Belvedere bei Weimar neue Pflanzen besorgen. Darunter war eine noch unbekannte Pflanze, auf die er Goethe, dem er einen Ableger überließ, aufmerksam machte. Um sich Klarheit zu verschaffen, schrieb Goethe im Januar 1828 einen Brief mit einer Beschreibung an den befreundeten Prager Botaniker Kaspar Maria von Sternberg. Diesem war die Pflanze ebenfalls unbekannt, deshalb besorgte sich Goethe eine weitere Pflanze von Carl August, die am 20. März zur Untersuchung an von Sternberg versendet wurde. Die Pflanze wurde während des Transports durch Kälte geschädigt und war dadurch unbestimmbar, doch im Laufe des Sommers gelang es, sie zur Blüte zu bringen. Im September veröffentlichte er eine Beschreibung der Pflanze, die er Anthericum comosum nannte. 1830 wurde der Name durch Joseph August Schultes und Julius Hermann Schultes zu Anthericum sternbergianum Schult. & Schult.f. geändert, da es schon den älteren Namen Anthericum comosum Thunb.(1794) gab. Ernst Gottlieb von Steudel stellte 1841 die Art als Chlorophytum sternbergianum (Schult. & Schult. f.) Steud. in die Gattung Chlorophytum. Erst 1873 fand John Gilbert Baker durch Untersuchung von Thunbergs Herbarexemplar heraus, dass beide Arten identisch waren. Chlorophytum sternbergianum wird daher als ein heterotypisches Synonym von Chlorophytum comosum angesehen.

## Verwendung als Zierpflanze
Wegen ihrer Anspruchslosigkeit sind die Sorten von Chlorophytum comosum oft als Zimmerpflanze zu finden, besonders in Büros und Foyers. Die gärtnerische Vermehrung erfolgt vorzugsweise über die Ableger (Kindel), da dies einfacher und ergiebiger ist. Die jungen Pflanzen bewurzeln sehr leicht, sie bilden meist schon in der Luft die ersten Wurzeln.
Die Grünlilie besitzt die Fähigkeit, die Formaldehyd-Konzentration in Innenräumen zu senken, und wurde daher in einer wissenschaftlichen Studie zur Luftverbesserung in Niedrigenergiehäusern vorgeschlagen. Daneben reinigt sie die Luft von Xylolen und Toluol. Eine Übersichtsarbeit von 2019 bezweifelt allerdings die Signifikanz der Reinigungswirkung von Zimmerpflanzen generell, nach Ansicht der Forscher wären 10 bis 1000 Pflanzen pro Quadratmeter erforderlich, um die mit dem üblichen Lüften erzielte Reinigungsleistung zu erreichen.

## Sorten
Variegierte Pflanzen wurden erstmals 1890 erwähnt und verdrängten die grüne Stammform schnell.
Die wichtigsten Sorten sind:
- Chlorophytum comosum ‘Bonnie’: wurde 1998 entdeckt,[22] wie 'Vittatum', allerdings mit stark gebogenen und gekräuselten Blättern[23]
- Chlorophytum comosum ‘Variegatum’: weiße Blattränder, grüne Blütenstandsschäfte[23]
- Chlorophytum comosum ‘Vittatum’: ein breiter weißer Streifen entlang der Blattader, gelbliche Blütenstandsschäfte[23]

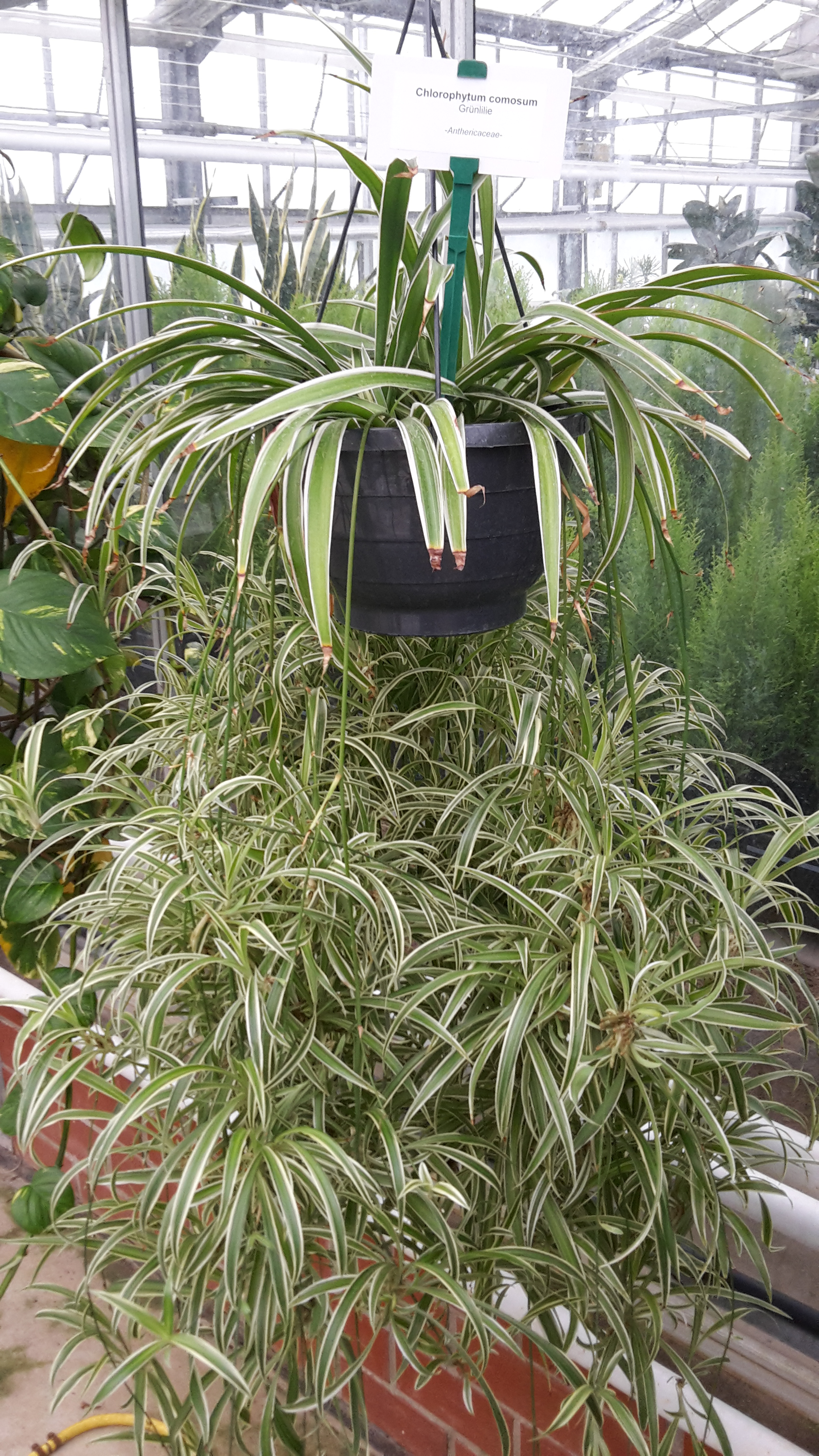
Chlorophytum comosum ‘Variegatum’
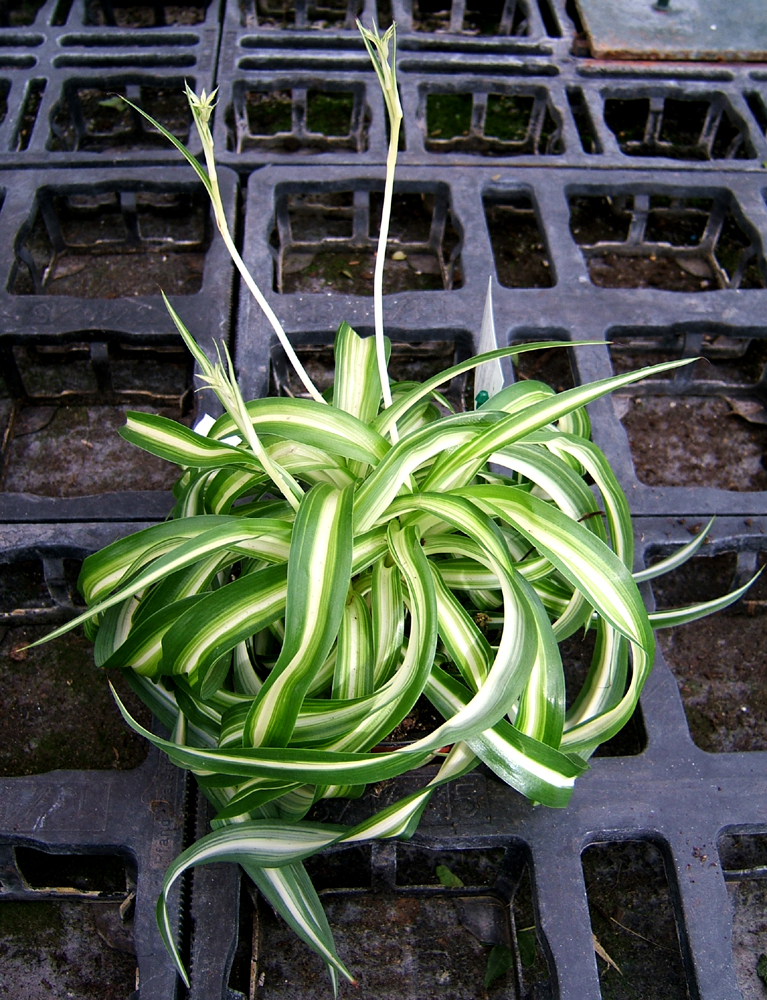
Chlorophytum comosum ‘Bonnie’